# Godfried Haraldson junior

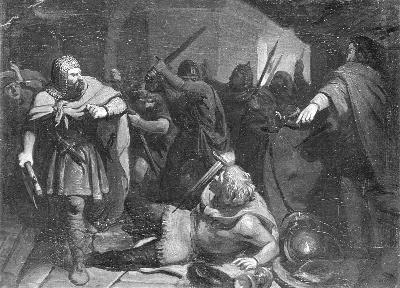
De moord op Godfried de Noorman, Jacobus van Dijck (1817-1896), schilderij

Godfried Haraldson junior (Deens: Godfrid Haraldsson Yngling), ook wel Godfried de Noorman of  Godfried de Zeekoning (onbekend - Spijk, 7 juni (?) 885) was een Deens Vikinghoofdman, mogelijk de zoon van Godfred Haraldson. Hij was een van de zeekoningen, of jarls, die met zijn mannen plunderend rondtrokken. Onder koning Karel de Dikke kreeg Godfried het hertogdom Frisia toebedeeld.

## Geschiedenis

### Verovering van de Lodewijk palts in Nijmegen
De Noorman Godfried doet voor het eerst van zich horen in 880 als hij, samen met zijn kompaan Siegfried overgekomen uit Engeland naar West-Francië in 879, vanuit Gent plundertochten in Vlaanderen organiseert en daarna de Maas- en Rijn-gebieden doorkruist. Hij ondervond weinig tegenstand en veroverde de palts aan het Valkhof in Nijmegen. Bij de verovering nam hij enkele hoge Franken gevangen, deze gevangenen gebruikte hij als wisselgeld om een vrije aftocht te verkrijgen. De vredesonderhandelingen verliepen voor Godfried heel voorspoedig, de koning kocht een van zijn gevangen commandanten, Everhard Saxo tegen een hoge losprijs vrij, waarna de belegerden ongehinderd konden vertrekken.

### Leenman van koning Karel III
De krijgsmacht van Godfried keerde niet terug naar zee, maar voer de rivier de Maas op. Bij Elsloo aan de Maas sloeg hij in de winter van 881 een kamp op. Ondertussen was de Oost-Frankische koning Lodewijk overleden en opgevolgd door zijn broer Karel de Dikke. De nieuwe koning ruste een expeditie uit en omsingelde Godfried in Asselt met een groot leger van Longobarden, Beieren, Alemannen, Thuringers, Saksen en Friezen. Opnieuw vonden vredesonderhandelingen plaats. Uiteindelijk sloten beide partijen vrede in 882. Karel kocht de Noormannen af met meer dan 2000 pond in goud en zilver en beleende Godfried bovendien in een bovengrafelijke positie als hertog (dux) van Frisia, het voormalige gebied van Rorik.  Een van de voorwaarden waaraan Godfried diende te houden, was dat hij zich zou bekeren tot het christendom. Godfried liet zich dopen en daarnaast vormde het huwelijk van Godfried met Gisela van Lotharingen, de onechte dochter van Lotharius II, de eerdere koning van Lotharingen en zijn favoriete vrouw Waldrada een onderdeel van de vrede. Het achterliggende idee zou zijn geweest dat Godfried plunderingen van andere Vikingen zou voorkomen, maar dit bleek al snel ijdele hoop. Er was een Deense aanval op Deventer en in 884 op Norden in Oost-Frisia. In hetzelfde jaar stond Godfried toe dat een Deense vloot in Kennemerland aankwam en over de Rijn naar Duisburg trok. Duisburg werd ingenomen en er werd overwinterd. De Denen werden naderhand door de Saksische dux Hendrik verdreven en ze konden zich ongestoord door Godfrieds gebied naar de kust terugtrekken.

### De samenzwering in Spijk
Eind 884 stierf de West-Frankische koning Karloman, kwam heel het Frankische rijk onder Karel de Dikke en werden er door tegenstanders nieuwe plannen voor de 'Lotharische opstand' gesmeed. 
In 885 betrok Hugo, de broer van Gisela, Godfried in een poging om de rechten die zijn vader Lotharius II had gehad te verkrijgen. Hugo streefde naar het herstel van een zelfstandig Lotharingen. Mogelijk is het huwelijk van Godfried met Gisela ook pas op initiatief van Hugo tot stand gekomen, want Karel ontbood Gisela in Worms en verbood haar terug te keren naar haar man. Hugo verzocht Godfried troepen te leveren en in het voorjaar van 885 begon Godfried manschappen te verzamelen. Godfried stuurde de onder hem vallende Friese graven - comités Fresonum - Gerulf (stamvader van de Gerulfingen de eerste Hollandse graven) en Gardulf, mogelijk broers, naar de keizer met de eis om wijngebieden rond Koblenz, Andernach en Sinzig in ruil voor zijn trouw. In zijn eigen gebied kon namelijk geen goede wijn geproduceerd worden. Het was een voorwendsel om een gewapend conflict uit te lokken, waarna Hugo hem te hulp zou komen. Aan de eis werd dan ook kracht bijgezet met het dreigement, dat Godfried zonder inwilliging niet langer trouw zou kunnen blijven. Het verloop van de gebeurtenissen is opgetekend door de abt Regino van Prüm, die later Hugo de tonsuur zou geven en van hem het verhaal over de Lotharische opstand uit de eerste hand ontving.
Dit dreigement ging Karel te ver, hij doorzag de list en hij liet Godfried naar Herispich, het huidige Spijk aan de grens van Godfrieds regnum, komen onder het voorwendsel van onderhandelingen met zijn gezant graaf Hendrik van Babenberg, de Saksische dux. De eerste dag hoorde Karel het verzoek van Godfried aan, de volgende dag ging Godfrieds echtgenote Gisela met de bisschop van Keulen mee naar elders. De keizer zou uitspraak doen in een geschil tussen Godfried en Everhard Saxo. Volgens Regino van Prüm zou graaf Everhard Saxo een aanklacht indienen tegen Godfried wegens toe-eigening van enkele van zijn goederen en de eerste slag toebrengen. Toen hij Godfried met zijn zwaard op zijn hoofd verwondde nog voor hij op had kunnen staan, doodden de mannen van Hendrik Godfried, waarna de andere Vikingen in de Betuwe, die Godfried vergezelden, een gelijk lot trof, waarmee een einde kwam aan de Deense heerschappij in Frisia, als vazal van Frankische koningen. Hugo werd enkele dagen later gevangengezet, de ogen uitgestoken en in Zwitserland gevangengezet. Later keerde Hugo terug naar zijn 'vaderland' en werd monnik in de abdij van Prüm. Een deel van Godfrieds gebied kwam in leen van Gerulf. Siegfried, Godfrieds vroegere metgezel, die in het Seinegebied zijn praktijken had voortgezet, landde in 887 in Frisia, maar werd er door de Friezen gedood.